# Ann Mary Newton
Ann Mary Newton (Roma, 29 de junho de 1832 – Londres, 2 de janeiro de 1866) foi uma pintora Reino Unido. Ela se especializou em retratos de crianças e trabalhou com giz de cera, giz, pastel e aquarela. Newton estudou na Inglaterra com George Richmond e em Paris com Ary Scheffer. Suas obras foram exibidas na Academia Real Inglesa entre 1852 e 1865.